# 내려놓음 (이수영의 음반)
《내려놓음》은 가수 이수영의 여덟 번째 정규 앨범이다. 소속사를 처음으로 차리고 난 후 발매된 정규 앨범이며 2006년 가을에 발매할 예정이었으나 전 소속사인 리쿠드 엔터테인먼트와의 법적 분쟁과 건강 이상 때문에 2007년 9월 12일 발매되었다. CCM곡이 수록된 이전의 6집과 7집에 이어 이번 음반에도 역시 CCM곡을 수록했으며, 곡 제목은 〈다 이루었노라〉이다. 개신교적 색채가 어김없이 가미되었으며 《내려놓음》이란 본 앨범 제목은 선교사인 이용규의 책 《내려놓음》에서 따온 것으로서 이수영이 그 당시로부터 지난 10년 가까이 활동을 하면서 알게 모르게 연연해 했던 노래, 인기 등에 대한 욕심을 모두 내려놓고, 한결 가벼워진 마음으로 차근차근 앨범을 준비하였다는 해석으로 봐야 될 듯하다. 특히 2집 이후 다시 단발머리로 자르고 기타 연주까지 하여서 이수영의 새로운 변신을 엿볼 수 있었다. 이번 8집은 성시경, 보아, 이승환 등의 히트곡을 작곡하고, 과거 이수영에게 대상의 영광을 안겨준 〈휠릴리〉와 20만장의 판매고를 올린 그녀의 음반에 수록된 주요 노래들을 작곡했던 황성제가 전체 프로듀싱을 맡았다. 또한 황성제를 비롯해 이현승, 이한철 등의 히트곡 제조군단이 함께 했으며 수록곡 15곡 중 11곡을 이수영이 직접 작사하고, 1곡을 작곡하였다.

## 평가 및 반응
사실 이 음반은 타 음반에 비하여 좋지 못한 평가를 받았다. 8집 앨범의 음악들이 기존 앨범들에 비하면 완성도가 낮았고, 음악도 새로운 변화라기보단 다운그레이드에 가까운 수준으로 변질되어있었다. 일단 앨범 전체가 CCM음반을 듣는 것 같은 요소가 있었고 황성제의 본격적인 프로듀싱 하에 제작된 음반은 그의 특성인 화려한 편곡(과도한 편곡) 스타일로 기존 팬들에게 이질감을 선사하였다. 화려하지만 정확한 훅(Hook)을 집어넣고 절제의 미도 알았던 MGR에 비하면 황성제만이 가지고 있는 특유의 과한 색깔 때문에 이수영의 팬들은 등을 돌렸다. 늘 적절히 기존 것을 유지하면서 변신하던 그녀의 음악이 변신보단 변질된 것에 실망감을 느낀 팬들이 다수 이탈한 관계로 앨범은 고작 8만장 이상의 판매량을 올리는 데 그쳤고 이수영은 이때부터 앨범을 10만장도 채 못 팔게 된다. 하지만 그 반면에 늘 그녀에게 호의적인 평단은 그녀의 자작곡 실력에 찬사를 보냈고 앨범 전체를 관통하는 하나님을 향한 메시지 등에도 찬사를 보냈다.

## 수록곡

### 정식 버전
| #  | 곡명                 | 작사   | 작곡   | 편곡   | 길이 |
| -- | -------------------- | ------ | ------ | ------ | ---- |
| 1  | Midnight             | 이수영 | 최용찬 | 최용찬 | 3:39 |
| 2  | 사랑이 다 그렇지     | 이수영 | 이현승 | 이현승 | 4:14 |
| 3  | 단발머리             | 이수영 | 황성제 | 황성제 | 4:05 |
| 4  | 멍하니               | 김현서 | 김현서 | 김현서 | 4:49 |
| 5  | Heaven               | 박상현 | 박종율 | 박종율 | 5:13 |
| 6  | 보라비               | 이수영 | 장성운 | 장성운 | 3:21 |
| 7  | 멋진 그대            | 이수영 | 최용찬 | 강화성 | 4:43 |
| 8  | 참 이런 날도 오네요  | 이수영 | 김진환 | 김진환 | 4:26 |
| 9  | 살랑살랑             | 이수영 | 이수영 | 황성제 | 3:30 |
| 10 | Lullaby (Interlude)  |        | 이수영 | 이수영 | 1:53 |
| 11 | 라벤다               | 이수영 | 지우   | 황성제 | 4:46 |
| 12 | 오래된 사이          | 이수영 | 황성제 | 황성제 | 4:24 |
| 13 | Twenty Nine          | 이수영 | 이한철 | 이한철 | 4:13 |
| 14 | My Angel (Interlude) |        | 김현서 | 김현서 | 0:41 |
| 15 | 다 이루었노라        | 박종율 | 박종율 | 박종율 | 5:22 |

### 리패키지판 (발매일:2007년11월 21일)

#### CD1
| #  | 곡명                 |
| -- | -------------------- |
| 1  | Midnight             |
| 2  | 사랑이 다 그렇지     |
| 3  | 단발머리             |
| 4  | 멍하니               |
| 5  | Heaven               |
| 6  | 보라비               |
| 7  | 멋진 그대            |
| 8  | 참 이런 날도 오네요  |
| 9  | 살랑살랑             |
| 10 | Lullaby (Interlude)  |
| 11 | 라벤다               |
| 12 | 오래된 사이          |
| 13 | Twenty Nine          |
| 14 | My Angel (Interlude) |
| 15 | 다 이루었노라        |

#### CD2
| # | 곡명          | 작사   | 작곡   | 편곡   | 길이 |
| - | ------------- | ------ | ------ | ------ | ---- |
| 1 | 남자를 모르고 | 류재현 | 류재현 | 류재현 | 4:55 |
| 2 | Crystal       | 이수영 | 신익주 | 신익주 | 4:02 |
| 3 | 사랑에 미치다 | 하울   | 김득수 | 김득수 | 3:47 |
| 4 | 눈물이 나요   | 외국곡 | 외국곡 | 정재일 | 4:11 |

## 싱글

### 첫 번째 싱글
첫 번째 싱글 〈단발머리〉는 포크록과 아일랜드 음악을 접목시켰다. 앨범의 총 프로듀싱을 맡은 작곡가 황성제의 곡으로 흥겹고 신나는 아이리쉬 휘슬을 비롯해 다양한 민속악기의 향연이 펼쳐지는 인트로에서부터 이미 사람들의 귀를 유혹하기 시작한다. 이번 앨범에서 가장 업템포이자 강한 락비트를 품고 있는 어쿠스틱기타의 전주가 매력적이며 다양한 장르의 크로스 오버와 더불어 대중적이면서 색다른 감각의 멜로디가 어우러져 기존의 틀을 벗어 던진다. 최고의 뮤지션인 이성렬, 이나일, 하림 등 많은 연주가들이 이 곡을 위해서 많은 시간과 트랙킹을 통해 참여했다.

### 두 번째 싱글
〈남자를 모르고〉라는 곡으로 리패키지 판에 수록이 되어있으며 바이브의 류재현이 작곡하였다. 이수영의 애절한 목소리와 하모니카 연주가 어우러져 있다. 하모니카는 재즈 하모니카 연주자 전제덕이 연주하였다.

## 뮤직 비디오
- 박건형과 김유미[3]가 출연 하였으며 한 여자가 두 사람 사이에서 감정을 주체하지 못해 결국 그 여자는 한 남자 곁을 떠나게 된다는 내용이다.
- 2번 트랙 〈사랑이 다 그렇지〉는 영화 《비커밍 제인》의 영상으로 뮤직비디오를 만들었다.